# أنطونيا موري
أنطونيا موري (بالإنجليزية: Antonia Maury)‏ (و. 1866 – 1952 م) هي عالمة فلك من الولايات المتحدة الأمريكية . ولدت في مدينة نيويورك .
توفيت في مدينة نيويورك، عن عمر يناهز 86 عاماً.

## التعليم
تعلمت في كلية فاسار